# Dalhousie University

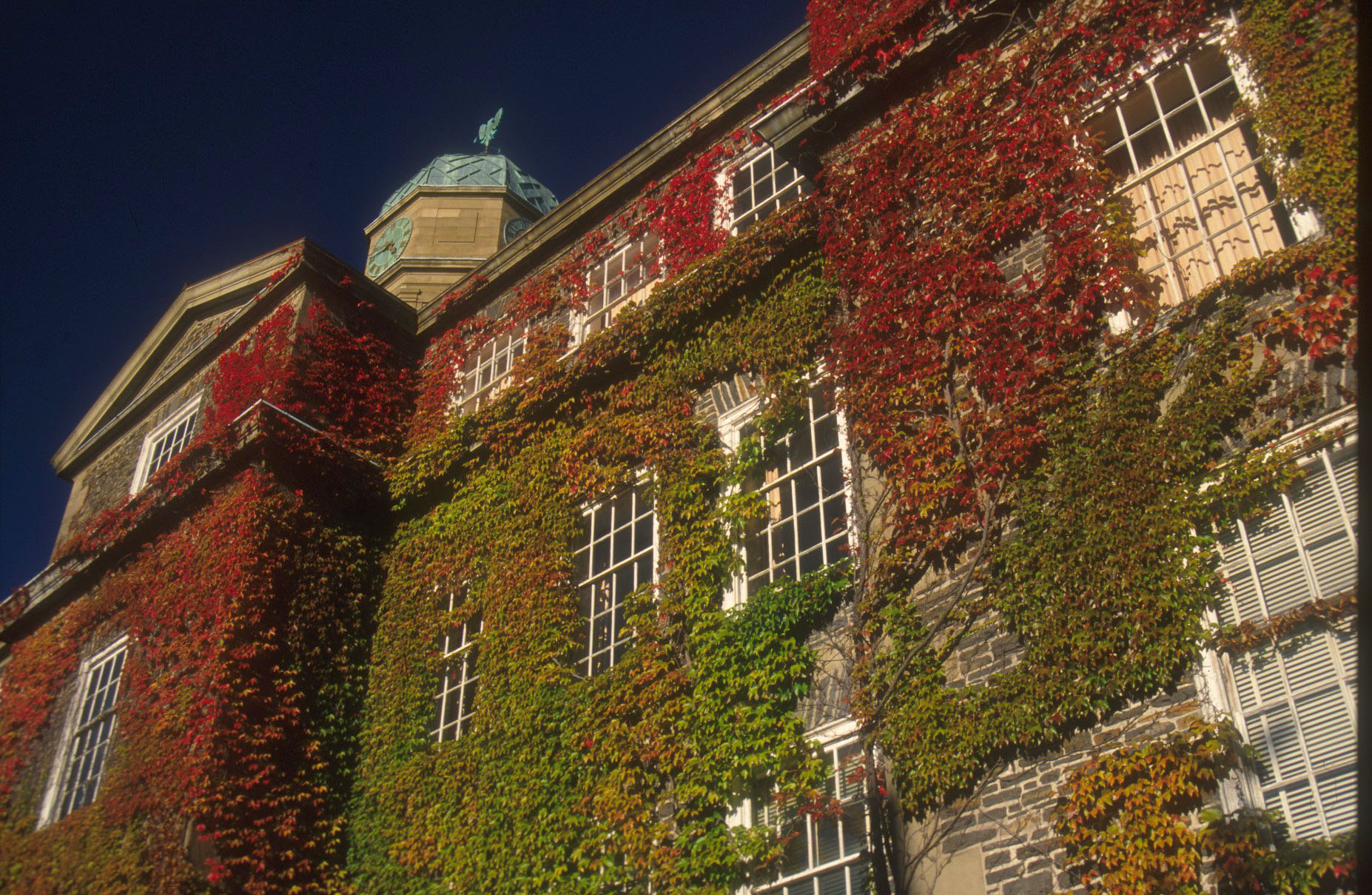
Arts and Administration Building Uniwersytetu Dalhousie

Uniwersytet Dalhousie (ang. Dalhousie University) – uniwersytet działający w kanadyjskim mieście Halifax, w prowincji Nowa Szkocja. Ma 1100 wykładowców i około 16 tys. studentów.
Uniwersytet został założony w 1818 roku przez George’a Ramsaya, dziewiątego hrabiego Dalhousie. Rok później Ramsay został gubernatorem Brytyjskiej Kanady, a władze Nowe Szkocji nie były zainteresowane wspieraniem nowego college’u. Uczelnia została zreformowana w 1863 roku, kiedy zatrudniono 6 profesorów. Pierwsi trzej absolwenci szkoły uzyskali tytuł B.A. w 1866 roku.